# João Santos Cardoso
João Santos Cardoso (ur. 3 grudnia 1961 w Dário Meira) – brazylijski duchowny katolicki, biskup Bom Jesus da Lapa w latach 2015–2023, arcybiskup metropolita Natalu od 2023.

## Życiorys
27 grudnia 1986 otrzymał święcenia kapłańskie i został inkardynowany do diecezji (późniejszej archidiecezji) Vitória da Conquista. Pracował głównie jako duszpasterz parafialny oraz jako wykładowca uniwersytetu w Vitória da Conquista (w latach 2003-2009 był także kapelanem tejże uczelni). Pełnił także funkcje m.in. rektora części filozoficznej diecezjalnego seminarium (1992-1994), rektora instytutu filozoficznego (2002-2011) oraz regionalnego wikariusza biskupiego (2010-2011).
14 grudnia 2011 papież Benedykt XVI mianował go biskupem diecezji São Raimundo Nonato. Sakry biskupiej udzielił mu 12 lutego 2012 metropolita Vitória da Conquista - arcybiskup Luis Gonzaga Silva Pepeu.
24 czerwca 2015 papież Franciszek mianował go biskupem ordynariuszem Bom Jesus da Lapa.
5 lipca 2023 tenże sam papież przeniósł go na urząd arcybiskupa metropolity Natalu.
29 czerwca 2024 w bazylice św. Piotra na Watykanie odebrał od papieża Franciszka paliusz.